# 白振华
白振华（1931年3月12日—2016年1月20日），曾用名白良华，男，回族，河南开封人，中华人民共和国政治人物，曾任宁夏回族自治区高级人民法院院长，中共宁夏回族自治区党委常委、政法委书记，宁夏回族自治区人大常委会副主任。